# Фернан Гонсалес
Фернан II Гонсалес (*Fernan Gonzalez, між 910 та 915 —970) — граф Кастилії у 931—944 та 945—970 роках, граф Лара у 929—970 роках.

## Життєпис
Походив з роду Лара. Син Гонсало Фернандеса, графа Бургоса, і Муньядони Нуньєс. У 915 або 916 році втратив батька. У 928 році після свого стрийка Нуньо Фернандеса стає графом Бургоса, а у 929 році після Фернана Ансуреса — графом Лара, старовинних володінь своїх предків.
У 931 році він отримав титул графа Кастилії. Того ж року після смерті свого родича Альваро Ґеррамеліса успадкував графства Алава, Кересо і Лантарон. Для зміцнення свого статусу Фернан оженився на вдові Альваро і доньці Санчо I, короля Памплони. Створив потужне військо, що складалося з представників графств Бургос, Сантільяни, Лантарон, Лари, Алави, Кастилії.
У 932 році брав участь у поході леонського війська проти фортеці Магеріт. У 933 році граф змушений був захищати свої володіння від військ Кордовського халіфату. На допомогу Фернану Гонсалесу, що обороняв місто Сан-Естебан-де-Гормас, прийшов леонський король Раміро II. Втім у 934 мусульмани на чолі з Абдаррахманом III вдерлися до Кастилії, сплюндрувавши міста Бургос, Алава, Кардена. Втім у битві при Сьюдад-де-Осма Фернан Гонсалес разом з Раміро II завдали ворогові рішучої поразки. У 937 році заснував монастирі Санта-Марія-де-Кардаба (в провінції Сеговія) і Сан-Педро-де-Арланса (в Бургосі).
Звитяжив у 939 році під час битви при Сіманкасе, а у 940 році при звільненні Сепульведи. Того ж року надав фуерос (привілей) місту Сепульведа. Фернан до цього часу був настільки сильний, що Гарсія III, король Памплони, погодився віддати за нього свою сестру Санчу.
Відчуваючи свою силу, Фернан Гонсалес пішов на відкриту конфронтацію з Раміро II, королем Леону. Після розгрому мусульман при Сіманкасе той розосередив загони Фернана по прикордонних містах між річками Kea і Пісуерга. Обурений граф підняв повстання і проголосив незалежність Кастилії, а себе дуксом (частина вчених розуміє його як герцога, інші перекладають в значенні самостійний володар). Раміро II спочатку здобув перемогу і в 944 році полонив норовливого графа разом з його союзником Дієго Муньос де Салданья, передавши Кастилію Ансуру Фернандес. Втім вже у 945 році Фернан Гонсалес здобув волю, повернувши собі кастильське графство.
Фернан Гонсалес приніс клятву вірності королю Леону і віддав свою дочку Урраку заміж за інфанта Ордоньйо. Незважаючи на це, Фернан продовжив готувати підступи проти короля Леону. Спочатку він уклав союз з маврами і пустив їх на територію графства, в небезпечній близькості від кордонів Леона.
Після смерті Раміро II у 951 році Фернан Гонсалес підтримав претендента Санчо Гладкого проти його брата Ордоньйо III. Однак під кінець правління останнього Фернан примирився з ним. Водночас у 955 році переміг мусульман у битві при Сан-Естебан-де-Гормас.
В роки правління Санчо I він підтримував його противника Ордоньйо IV, і навіть видав за нього доньку Урраку, яка овдовіла після колишнього короля. Санчо I при підтримці Тоди Наваррської уклав союз з Кордовським халіфатом. Наваррські війська напали на Кастилію і в 960 році полонили Фернана Гонсалеса, але той за допомогою територіальних поступок викупив свободу і навіть зміцнив союз з ними, видавши у 964 році повторно овдовілу Урраку за Санчо II, короля Памплони і оженившись на доньці Гарсії Санчеса I.
У 963 році Кастилія зазнала потужного нападу мусульман на чолі з халіфом аль-Хакамом II. Фернан Гонсалес уклав з останнім мир, який виконував до самої своєї смерті. Водночас скористався з ослаблення Леону розширив свої володіння на південь до річки Дора. При цьому став фактично незалежним володарем. Перед смертю у 970 році він заповів усі титули й володіння синові Гарсії. Поховано у монастирі Сан-Педро-де-Арланса.

## Родина
1. Дружина — Санча, донька Санчо I, короля Памплони (Наварри).
Діти:
- Гонсало (933/935-959),
- Санчо (933/935-956)
- Гарсія (941/944—995), граф Кастилії у 970—995 роках
- Мунья (941—після 968), черниця в Каденьї
- Нунья (бл. 941—1015), дружина Гомеса Діаса, графа Салданья
- Уррака (д/н—1007), дружина 1) з 944 року — Ордоньйо III, короля Леону, 2) 958 року — Ордоньйо IV, короля Леону, 3) 962 року —Санчо II, короля Памплони
- Фронільда (д/н—після 1014)

2. Дружина — Уррака, донька Гарсії Санчеса I, короля Памплони (Наварри)
Діти:
- Педро (д/н)
- Тода (д/н)